# 1989 ST10
1989 ST10 är en asteroid i huvudbältet som upptäcktes den 28 september 1989 av den belgiske astronomen Henri Debehogne vid La Silla-observatoriet.